# Doggyguard
Doggyguard  est une série de bande dessinée créée par Bob De Groot et Michel Rodrigue en 2000.

## Synopsis
Chuck Bones est un "doggyguard" à Los Angeles, un chien de garde spécialisé dans la protection de la Jet set : il protège des stars du rock ou du cinéma, des présidents de grosses compagnies multinationales ou leurs enfants, des sultans, des maharadjahs... Seulement, même s'il a la carrure d'un molosse, il est très maladroit. Ses missions ne sont pas systématiquement couronnées de succès.

## Personnages
- Chuck Bones : "doggyguard"
- Tex Maverick : bras droit de Chuck Bones
- Miss Pamela Silicone : actrice
- Sammy : chat de Chuck
- Ma

## Les albums
1. Protection reprochée ! Bruxelles : Le Lombard, 1999, 48 p.  (ISBN 2-8036-1391-3)[1]
2. Même pas mal ! Bruxelles : Le Lombard, 1999, 48 p.  (ISBN 2-8036-1408-1)
3. Pourquoi toujours moi ? Bruxelles : Le Lombard, 2000, 48 p.  (ISBN 2-8036-1501-0)